# All the Boys Love Mandy Lane
All the Boys Love Mandy Lane är en amerikansk skräckfilm/thriller från 2006, men med premiär först 2008. Filmen hade svensk premiär den 11 juli 2008. Filmen är inspelad i Austin i Texas i USA.

## Handling
Mandy Lane (Amber Heard) är en duktig tjej som över sommaren blivit riktigt het. Alla killar vill ha henne och alla tjejer vill vara som henne. Hon blir inbjuden till en avlägsen ranch för att festa med några av sina klasskompisar Bird (Edwin Hodge), Chloe (Whitney Able), Red (Aaron Himelstein), Jake (Luke Grimes) och Marlin (Melissa Price). Vaktmästaren Garth (Anson Mount) finns där för att se till att inget går överstyr. Festandet går igång och alla utom Mandy blir mer eller mindre fulla. Det märks snabbt att killarnas mål är att få Mandy i säng, vilket inte uppskattas av de andra tjejerna. Men vid mörkrets inbrott börjar det hända mystiska saker. Något står inte rätt till när deltagarna mystiskt börjar försvinna en efter en. Någon lurar bland skuggorna i mörkret och väntar på att slå till.

## Rollista (i urval)
- Amber Heard – Mandy Lane
- Michael Welch – Emmet
- Whitney Able – Chloe
- Anson Mount – Garth
- Edwin Hodge – Bird
- Aaron Himelstein – Red
- Luke Grimes – Jake
- Melissa Price – Marlin
- Adam Powell – Dylan